# Зайсан (посада)
Зайсан, зайсанг (від китайського титулу «цзай-сян», «канцлер, великий візир») — посада у монголів, бурятів, калмиків, алтайців, хакасів, теленгітів. Зайсан — давній титул, відомий ще з часів Юаньської імперії, позначає спадкового володаря отоку, улусу.

## Історія
Слово зайсан вперше з'явилося в епоху монгольської держави Юань та означало титул нойону Внутрішнього палацу. Згодом воно стало загальною назвою служивих людей, які займалися питаннями аудієнції до великих каганів, складанням, перекладом та редакцією ханських (царських) указів. У період з XV до першої половини XVIII ст. зайсанами називалися люди, зайняті службі в монгольських ханів і великих князів. Вони відповідали за підданих отоків своїх господарів, займалися їх господарськими справами, зокрема розподілом пасовищ та збором повинностей. Інакше зайсанами називалися люди, які виконували обов'язки виконавців жертвоприношень. У XVIII — на початку ХХ ст. словом зайсан позначалися посадові особи, котрі займалися справами підданих монгольських вищих хутукт (хутукта — вищий сан буддійського духовенства) і хошунних канцелярій. Деякі нащадки вищезазначених зайсанів утворили свій рід зайсанів за назвою посадових осіб.

### Посада зайсана у бурятів
Зайсан (бур. Зайhан) — молодший адміністративний чин у дореволюційній Бурятії, давній титул (зайсани стояли на чолі отоку, іноді улусу, як спадкові володіння).
Після приєднання Бурятії до Росії держава довгий час не втручалося у внутрішні справи бурятів, залишивши у незмінному вигляді їхню традиційну систему самоврядування. У 40-х роках. XVIII ст. Російська держава запроваджує нові органи самоврядування бурятів — степові контори, які очолили відомства, створені на основі бурятських «поколінь». Останні являли собою великі територіальні об'єднання (з кількох пологів). На чолі контор було поставлено колишні «головні родоначальники», які очолювали «покоління», які пізніше стали називатися «головними тайшами». Помічник тайші називався зайсан-нойон.

### Посада зайсана у алтайців
Алтайці перебували із середини XVII до середини XVIII ст. у складі Джунгарської держави. Зайсани (алт. Jайзаҥ) належали до чиновників нижньої ланки. Зайсанами ставали представники найбільш численних сеоків, що становлять ядро адміністративних одиниць — дючин і волостей. 12 зайсанів у 1756 році підписали договір про входження алтайців до Російської імперії. У 1880 році Російська влада ухвалила рішення про виборність зайсанів, яке алтайцями було прийнято негативно. Наприкінці XX в. на Алтаї утвердився інститут виборних зайсанів. У 1990 роках у алтайців розпочався процес відновлення титулу зайсанів. Ага-зайсаном є представник кара-майман — Олександр Бардін.
У Алтайців існували «Ага-Зайсани» (Ага-Jайзаҥ), що виконують функції Нойонов, Беків.

### Посада зайсана у хакасів
Зайсанг (хак. чайзаң) — спадковий титул володаря аймака (адміністративно-територіальна одиниця, що відповідає одному роду). Титул зайсанга існував у XVII—XX століттях.
Зайсанги були великими скотовласниками, їм служили чазооли, які займалися збором податків з роду, виконували поліцейські функції та допомагали зайсангам.

## Сучасність
Зайсан — одне з сучасних родових прізвищ у монголів. У Монголії проживають носії таких прізвищ:
- Зайсан — в Улан-Баторі і практично у всіх аймаках Монголії за винятком аймаків Баян-Улгій, Дорнод, Увс і Ховд[7];
- Зайсангууд — в Улан-Баторі та аймаках: Дархан-Уул і Гов-Сумбер[8];
- Боржигон Зайсан — в аймаку Умнегов[9].